# Algemene Rekenkamer
De Algemene Rekenkamer is een Hoog College van Staat dat controleert of de uitgaven van de Nederlandse rijksoverheid rechtmatig en doelmatig zijn. Rechtmatig omdat het in overeenstemming met de genomen regels en besluiten moet zijn, doelmatig om na te gaan of de bestede uitgaven ook daadwerkelijk het gewenste effect hebben gehad.

## Geschiedenis

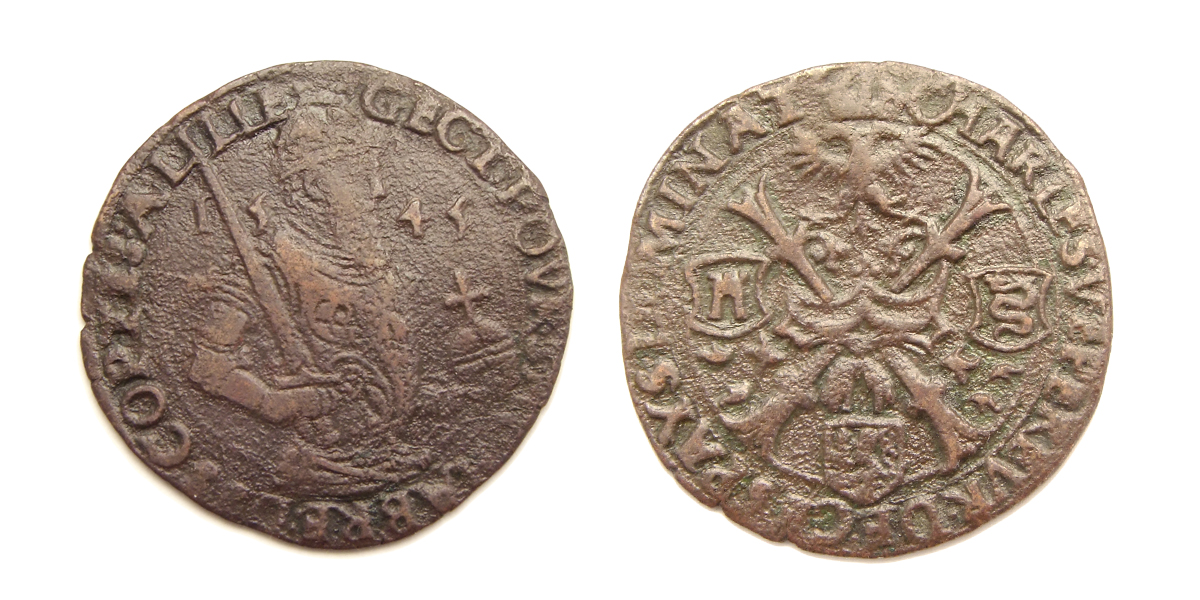
Jeton van de Rekenkamer van Keizer Karel V in Rijsel, geslagen in 1545

In Frankrijk bestond er in 1318 al een rekenkamer. Filips de Stoute, hertog van Bourgondië stelde in 1386 een rekenkamer in in Rijsel en zijn zoon Jan zonder Vrees creëerde een centrale rekenkamer in Brussel. Hiermee probeerden de hertogen van Bourgondië grip te krijgen op de belastinginkomsten.
De "Hollandse Rekenkamer der Domeinen" (ook: Grafelijkheidsrekenkamer) werd vóór 1444 opgericht en was gevestigd in Den Haag. Op 28 februari 1443 beveelt Filips de Goede alle rekenplichtige ambtenaren om hun rekeningen bij de Rekenkamer over te leggen. Deze rekenkamer bestond uit twee rekenmeesters en een auditeur. Op 31 december 1446 werd Jan Quenin aangesteld als Eerste Rekenmeester.
Na het sluiten van de Unie van Utrecht richtten de deelnemende gewesten elk hun eigen Rekenkamer op. In 1606 riepen de Staten-Generaal daarnaast een Rekenkamer voor de Unie in het leven, vooral belast met het toezicht op de militaire uitgaven. In 1814 richtte Willem I de huidige Rekenkamer op.
Vanaf 1868 was het kantoor van de Algemene Rekenkamer gevestigd op Lange Voorhout 8. Dit werd al gauw te klein en in de loop der jaren werden ernaast gelegen panden geannexeerd, totdat in 1990 werd besloten alles af te breken behalve de gevel, en er een nieuw kantoor te bouwen dat helemaal tot de Kazernestraat doorliep en een ondergrondse parkeergarage kreeg. Het gebouw werd ontworpen door architect Aldo van Eyck.

## Rapportage
De Rekenkamer rapporteert haar conclusies aan de Tweede Kamer. Kritiek van de Algemene Rekenkamer kan voor de Tweede Kamer aanleiding zijn om ministers ter verantwoording te roepen. De rapporten van de Algemene Rekenkamer worden als Kamerstuk gedrukt en zijn beschikbaar op internet. Rapporten van de Algemene Rekenkamer hebben vooral ook een grote publicitaire waarde. Een rapport (2003) als dat over de besluitvorming rond de Betuweroute leidde tot een stevige politieke en publieke discussie.

## Werkwijze
De Algemene Rekenkamer beslist geheel zelfstandig over het instellen van onderzoeken. De Tweede Kamer kan bijvoorbeeld wel verzoeken tot het instellen van een onderzoek, maar dit niet aan de Rekenkamer opdragen. De taken van de Rekenkamer staan vastgelegd in de Grondwet en de Comptabiliteitswet.
De Algemene Rekenkamer wordt gerekend tot de Hoge Colleges van Staat en is in het betreffende onderdeel van de Rijksbegroting opgenomen.

## Bestuur
Het bestuur van de Algemene Rekenkamer wordt gevormd door het college. Leden van het college worden bij koninklijk besluit benoemd uit voordracht van drie personen van de Tweede Kamer. De Tweede Kamer ontvangt hiertoe op haar beurt een – niet bindende – aanbevelingslijst van zes kandidaten van de Algemene Rekenkamer zelf. Collegeleden worden voor het leven benoemd.
- Pieter Duisenberg president (sinds 1 september 2023)
- Ewout Irrgang (voormalig Kamerlid van de SP) collegelid (sinds 1 september 2017). Waarnemend president 1 januari 2023 t/m 31 augustus 2023.
- Barbara Joziasse is eveneens collegelid (sinds 1 januari 2021).

Paul Doop en Hanny Kemna zijn collegeleden in buitengewone dienst. Zij kunnen worden opgeroepen om deel te nemen aan bepaalde werkzaamheden, zoals onderzoeken begeleiden, externe werkzaamheden verrichten of optreden als vervanger van een collegelid.
Cornelis van der Werf is sinds 2018 secretaris.

## Andere rekenkamers
Er bestaan ook gemeentelijke rekenkamers. Sinds de invoering van het dualisme in 2002 is iedere gemeente verplicht om een rekenkamerfunctie te hebben (eventueel samen met andere gemeentes) en er is een Europese Rekenkamer. De meeste provincies werken samen voor hun rekenkamers: Noordelijke Rekenkamer (Groningen, Friesland en Drenthe), Rekenkamer Oost-Nederland (Overijssel en Gelderland), Randstedelijke Rekenkamer (Flevoland, Utrecht, Noord-Holland en Zuid-Holland), Rekenkamer Zeeland en Zuidelijke Rekenkamer (Noord-Brabant en Limburg). Ook de waterschappen hebben rekenkamers. Vergelijkbaar orgaan in België is het Rekenhof.